# حقن الأشعة المتعادلة

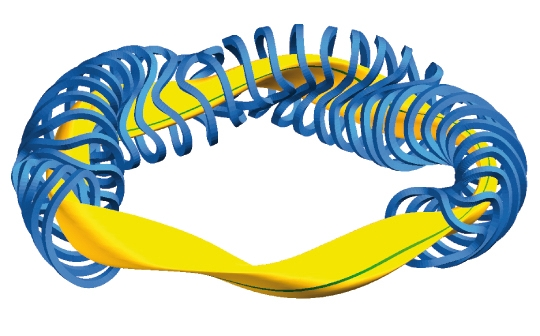
مثال لتصميم ستيلاراتور ، كما هو مستخدم في تجربة وندلشتاين 7-X : سسلسلة من الملفات المغناطيسية (زرقاء) تحيط بالبلازما (أصفر). يتم تمييز خط المجال المغناطيسي باللون الأخضر على سطح البلازما الأصفر.

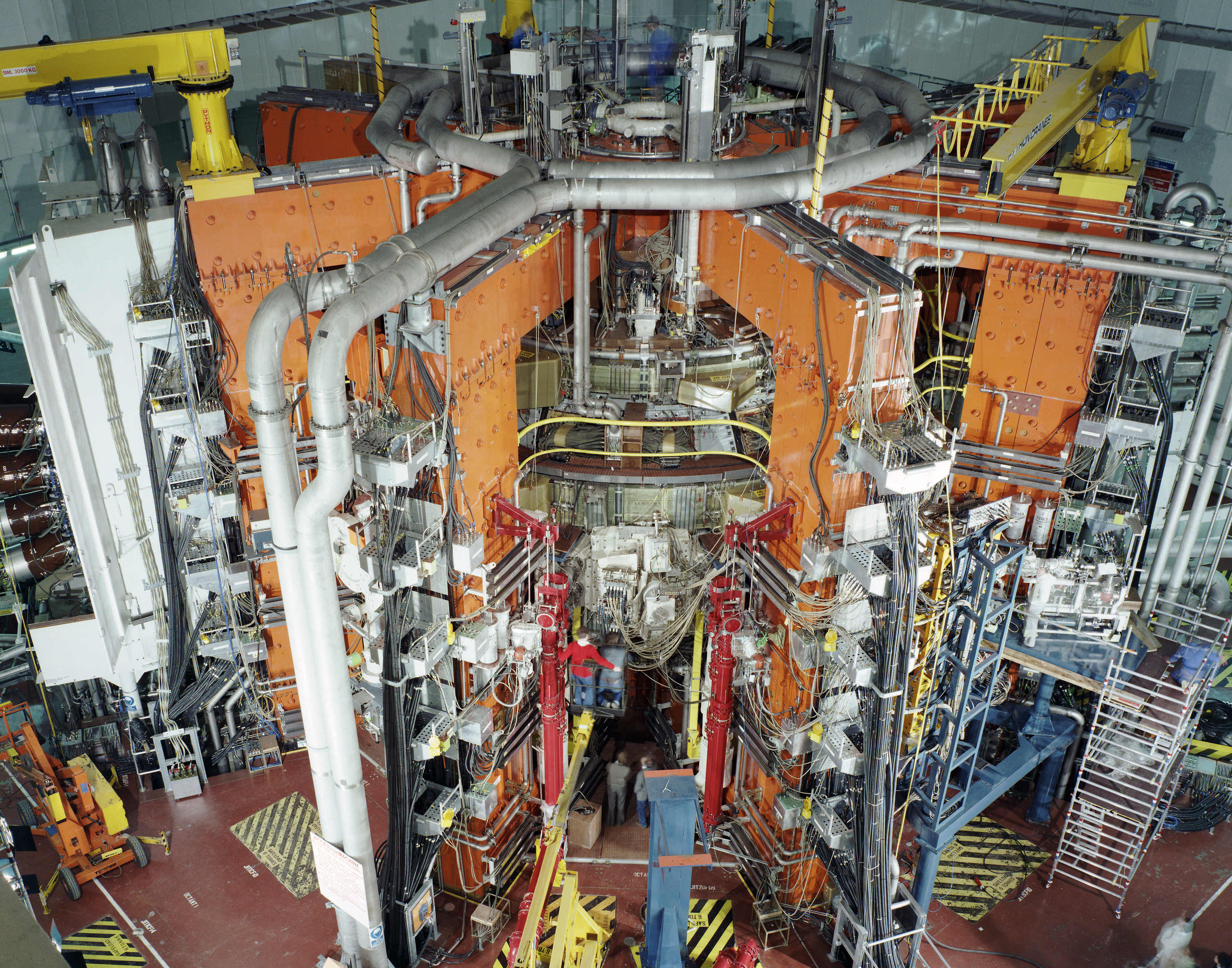
تجربة جيت لاندماج الهيدروجين في عام 1991 (أنظر الفيزيائيين العاملين تحتها).

حقن الأشعة المتعادلة أو حقن الجسيمات المتعادلة  هو وسيلة تُستخدم في تسخين البلازما داخل آلة اندماج تتكون من فيض سريع من الجسيمات المتعادلة عالية الطاقة التي يمكنها أن تدخل مجال الحصر المغناطيسي. عند تأيين هذه الجسيمات المتعادلة (مثل الديوتيريوم  وهو الهيدروجين الثقيل)  بسبب تصادمها مع جسيمات البلازما  (وهي أيضا مخلوط من الديوتريوم و التريتيوم) في داخل الآلة فإنها تظل داخل البلازما بسبب المجال المغناطيسي الحاصر، فيمكنها نقل معظم طاقتها عبر تصادمات أكثر مع جسيمات البلازما. وعبر الحقن المماسي في حلقة البلازما، تعطي الأشعة المتعادلة أيضًا العزم للبلازما وتتسبب في حدوث تيار، وهي سمة أساسية مرغوبة لتحقيق نبضات طاقة طويلة الأمد للبلازما الساخنة. يُعتبر حقن الأشعة المتعادلة تقنية مرنة موثوقة، وكانت هي نظام التسخين الأساسي في مجموعة كبيرة من آلات  الاندماج التجريبية الكثيرة. حتى الآن، كانت كل أنظمة حقن الأشعة المتعادلة تعتمد على أشعة أيونية من جسيمات موجبة الشحنة. وكان هناك تطور كبير في مصادر الأيونات السالبة و المعجلات مع بناء أنظمة حقن جسيمات متعادلة معتمدة على أيونات سالبة تبلغ طاقتها العديد من الميغاواط كما في مصادم الهادرونات الكبير. وجُربت في التجربة اليابانية JT-60U بحقن الهيدروجين بطاقة (H0، 180 keV) و الديوتيريوم بطاقة (D0، 500 keV). يعد حقن الجسيمات المتعادلة المصمم لمفاعل المفاعل النووي الحراري التجريبي الدولي التجريبي تحديًا كبيرًا  حقن الديوتيريوم بطاقة عالية (D0 ، 1 MeV ، 40 A) ويتم إنشاء نموذجا أوليا لتحسين أدائه في ضوء عمليات ITER المستقبلية. تشمل الطرق الأخرى لتسخين البلازما من أجل الاندماج النووي التسخين بالترددات الراديوية ، وتسخين برنين السيكلوترون الإلكتروني (ECRH) ، وتسخين بالرنين الأيوني (ICRH) ، وتسخين بالرنين الهجين المنخفض (LH).

## الآلية
يتم تكوين الجسيمات المتعادلة وتسريعها بواسطة مجال كهربائي شديد ثمحقنها في الآلة بالخطوات التالية :
1. تكوين البلازما. ويتم ذلك عبر تسليط أشعة ميكرووية على غاز تحت ضغط منخفض.
2. التسارع الأيوني الكهروستاتيكي. يتحقق هذا من خلال سقوط الأيونات ذات الشحنة الموجبة ناحية الأسطح السالبة. أثناء سقوط الأيونات، يبذل المجال الكهربي شغلًا عليها مما يؤدي إلى تسريعها وتسخينها إلى درجة الحرارة اللازمة للاندماج.
3. إعادة البلازما الساخنة إلى التعادل عبر إضافة الشحنة المخالفة. فتصبح الأشعة المتحركة بسرعة بلا شحنة.
4. حقن الشعاع المتعادل الساخن المتحرك بسرعة في ألة الاندماج .

من الأهمية بمكان حقن مادة محايدة في البلازما ، لأنه إذا تم شحنها ، يمكن أن يؤدي ذلك إلى عدم استقرار البلازما . تحقن معظم أجهزة الاندماج نظائر الهيدروجين ، مثل الديوتيريوم النقي أو مزيج من الديوتيريوم والتريتيوم وهي نظائر للهيدروجين ثقيلة. وتصبح هذه الجسيمات جزءًا من بلازما الاندماج. كما أنها تنقل طاقتها إلى البلازما الموجودة داخل آلة الاندماج. يرفع تيار الجسيمات السريعة الساخن درجة الحرارة الكلية داخل الألة. وعلى الرغم من أن الحزمة الحاقنة لا تحتوي على شحنة كهربائية عندما تدخل ، فعند مرور ذراتها السريعة خلال البلازما فهي تتأين. يحدث هذا لأن الحزمة المحقونة تصطدم بالأيونات الموجودة بالفعل في البلازما.

## الاقتران مع بلازما الاندماج
نظرًا لأن المجال المغناطيسي دائري داخل حلقة الآلة Torus، تصطدم هذه الأيونات السريعة على البلازما الموجودة بالفعل في الحلقة . فتتباطأ الأيونات السريعة المحصورة في وسط البلازما الموجودة سلفا في الآلة بسبب التصادم بها ، و يزيد انتقال الطاقة من الأيونات السريعة إلى البلازما فترتفع درجة الحرارة الكلية للبلازما (إلى عشرات الملايين درجة مئوية). وهذا هو المطلوب من أجل اتمام تفاعل الاندماج بين جسيمات البلازما.
يتكون التفاعل بين الجسيمات المتعادلة السريعة والبلازما من:
- التأيين من خلال التصادم مع إلكترونات وأيونات البلازما
- اندفاع أيونات سريعة حديثة النشأة في المجال المغناطيسي
- تصادمات الأيونات السريعة مع أيونات البلازما وإلكتروناتها عبر تصادمات في حلقة البلازما داخل الآلة الحلقية فيحدث اندماج وتباطؤ وتشتت وتسخين ، فإن الكل أصبح في هيئة بلازما للاندماج وبعضها يتشتت نحو جدار الآلة ويُمتص فيها ويضيع بلا فائدة.

## تصميم أنظمة الأشعة المتعادلة

### طاقة فيض الجسيمات
طول الموجة  اللازمة لتأيين شعاع الجسيمات المتعادل في البلازما يساوي تقريبًا:
{\displaystyle \lambda ={\frac {E}{18\cdot n\cdot M}},}
حيث {\displaystyle \lambda } بالمتر ،
وn كثافة الجسيمات في المتر المكعب 1019 م-3 ،
وM  هي وحدة الكتلة الذرية،
 وE طاقة الجسيمات بالكيلو إلكترون فولط.
على حسب القطر الأصغر للبلازما وكثافتها، يمكن تحديد الطاقة الصغرى لفيض الشعاع المتعادل حتى نعطي  الطاقة الكافية في قلب البلازما للتفاعل بدلًا من انزياحها لحافة  جدار الآلة وضياعها. يتطلب الأمر أن تكون طاقة الجسيمات المتعادلة السريعة في نطاق 1 مليون إلكترون فولت من أجل تكوين بلازما ساخنة تصلح للاندماج. مع تزايد الطاقة، تزداد صعوبة الحصول على ذرات هيدروجين سريعة تنطلق من أشعة الأوليات التي تتكون من أيونات موجبة. لهذا السبب، ستصبح أشعة التسخين المتعادلة الحديثة والمستقبلية معتمدة على أشعة من الأيونات السالبة. في التفاعل مع الغاز  (هيدروجين وتريتيوم  أو مخلوط ديوتيريوم و تريتيوم)  الموجود كوقود في داخل  الآلة، يصبح أسهل بكثير أن تفصل الإلكترون الزائد عن الأيون السالب H- ؛ [H- له طاقة ربط تبلغ 0.75 إلكترون فولت وقطاع عرضي كبير للغاية لفصل الإلكترون في حدود  تلك الطاقة.] بدلًا من ربط إلكترون  بأيون هيدروجين موجب.

## اقرأ أيضا
- توكاماك